# Роум (округ Адамс, Вісконсин)
Роум (англ. Rome) — місто (англ. town) в США, в окрузі Адамс штату Вісконсин. Населення — 3025 осіб (2020).

## Демографія
Згідно з переписом 2010 року, у місті мешкало 2720 осіб у 1282 домогосподарствах у складі 933 родин. Було 3351 помешкання
Расовий склад населення:
| - 98,3 % — білих - 0,5 % — азіатів - 0,3 % — корінних американців - 0,1 % — чорних або афроамериканців |

До двох чи більше рас належало 0,5 %. Частка іспаномовних становила 0,6 % від усіх жителів.
За віковим діапазоном населення розподілялося таким чином: 12,5 % — особи молодші 18 років, 53,2 % — особи у віці 18—64 років, 34,3 % — особи у віці 65 років та старші. Медіана віку мешканця становила 58,5 року. На 100 осіб жіночої статі у місті припадало 106,4 чоловіків;  на 100 жінок у віці від 18 років та старших — 102,5 чоловіків також старших 18 років.
Середній дохід на одне домашнє господарство  становив 74 709 доларів США (медіана — 58 443), а середній дохід на одну сім'ю — 82 845 доларів (медіана — 59 406). Медіана доходів становила 53 375 доларів для чоловіків та 36 205 доларів для жінок. За межею бідності перебувало 5,2 % осіб, у тому числі 16,1 % дітей у віці до 18 років та 2,0 % осіб у віці 65 років та старших.
Цивільне працевлаштоване населення становило 890 осіб. Основні галузі зайнятості: освіта, охорона здоров'я та соціальна допомога — 19,7 %, виробництво — 18,1 %, мистецтво, розваги та відпочинок — 17,6 %.